# Симон, Жиль (автоинженер)
Это статья о сотруднике FIA. О французском теннисисте см. Симон, Жиль

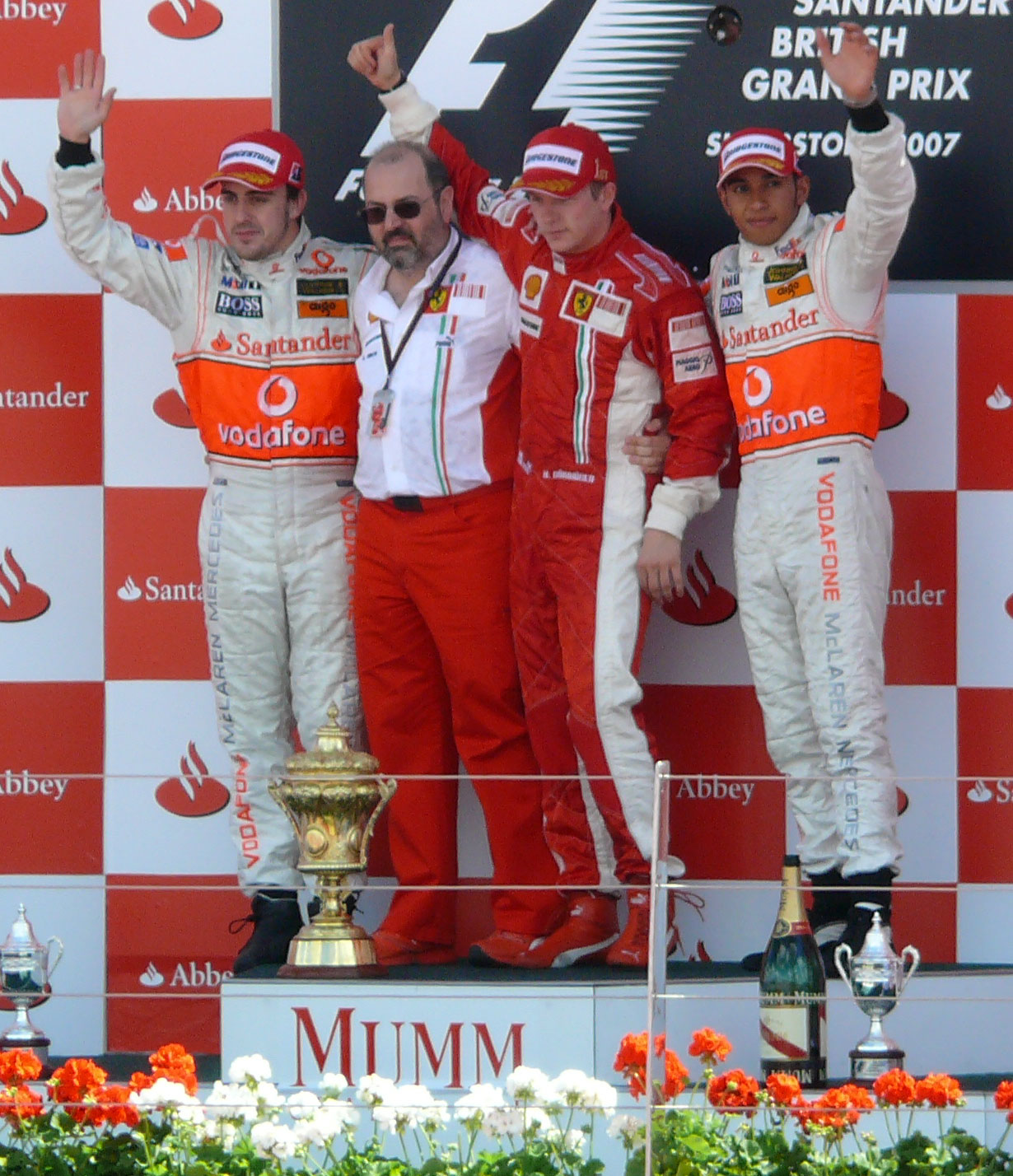
Жиль Симон (второй слева) на подиуме Гран-при Великобритании 2007 года

Жиль Симон (фр. Gilles Simon, 14 июня 1958, Уджда, Марокко) — известный французский инженер и конструктор, бывший главный моторист формульной команды Ferrari.

## Образование и карьера
Симон обучался в Горной школе Парижа, выпуск 1984 года. После учёбы сразу начал работу в гоночной команде «Рено», где проработал четыре года. Затем в 1988 году был нанят «Пежо» и работал над гоночным двигателем V10, который компания использовала на своих спортивных автомобилях и с которым она добилась успеха в Ле Мане в 1992 и 1993 годах. 
В 1994 году вслед за Жаном Тодтом переходит в Феррари, где работает в департаменте двигателей под началом Паоло Мартинелли. После повышения Мартинелли, в октябре 2006 становится главным мотористом. Покинул этот пост в октябре 2009 года, ему на замену был приглашен Лука Марморини.
В декабре 2009 года по рекомендации президента FIA Жана Тодта присоединиться к рабочей группе по исследованию новых типов энергии и экологически чистых технологий в автоспорте.
В июле 2011 года Симон покинул свой пост в FIA , чтобы присоединиться к компании PURE (Propulsion Universelle et Récuperation d'Énergie), которая намеревалась в 2014 году стать новым поставщиком двигателей для Формулы-1.
В 2013 году стал консультантом компании Honda по работес двигателем для Чемпионата Мира Формулы-1. Расстался с японской маркой в 2017 году.